# Crank It Up (Ashley Tisdale)
Crank It Up è un singolo della cantante statunitense Ashley Tisdale, il secondo estratto dal secondo album studio Guilty Pleasure.
Il brano venne pubblicato in Europa, ma non avvenne nessuna uscita ufficiale nel Nordamerica.

## Video musicale
Il video è stato diretto da Scott Speer ed è stato girato a Settembre a Los Angeles, California. All'inizio del video si vede Ashley con un vestito nero e delle ali d'angelo nere sulla schiena, seduta in una stanza apparentemente spoglia, addobbata solo da un tappeto. Delle piume nere cadono lentamente dall'alto mentre un metronomo scandisce il tempo. Quindi, a canzone iniziata, si alza togliendosi poi le ali, mentre la scena si sposta lungo dei corridoi dove Ashley indossa lo stesso vestito, ma senza le ali. Viene successivamente ritratta con un vestito bianco crema, mentre con le spalle al muro si muove a ritmo di musica. In altre scene invece si vede Ashley ballare insieme a dei ragazzi in discoteca. Verso la fine del video, si vede la ragazza danzare in modo provocante su un tavolo, attorno al quale sono sedute delle persone che la guardano. Il video si chiude con lei che scivola lentamente verso il basso appoggiata al muro e con il viso, nascosto dai capelli, rivolto di fianco.

## Tracce
CD
1. Crank It Up
2. Time's Up
3. Blame It on the Beat

Digitale
1. Crank It Up
2. Time's Up

## Classifiche
| Classifica (2009) | Posizione massima |
| ----------------- | ----------------- |
| Austria           | 22                |
| Europa            | 66                |
| Germania          | 19                |